# Veuzain-sur-Loire
Veuzain-sur-Loire es una comuna nueva francesa situada en el departamento de Loir y Cher, de la región de Centro-Valle de Loira.

## Historia
Fue creada el 1 de enero de 2017, en aplicación de una resolución del prefecto de Loir y Cher de 26 de septiembre de 2016 con la unión de las comunas de Onzain y Veuves, pasando a estar el ayuntamiento en la antigua comuna de Onzain.

## Demografía
| Gráfica de evolución demográfica de Veuzain-sur-Loire entre 1800 y 2022 |
|                                                                         |

Los datos entre 1800 y 2013 son el resultado de sumar los parciales de las dos comunas que forman la nueva comuna de Veuzain-sur-Loire, cuyos datos se han cogido de 1800 a 1999, para las comunas de Onzain y Veuves de la página francesa EHESS/Cassini. Los demás datos se han cogido de la página del INSEE.

## Composición
| Comuna delegada | Código INSEE | Población (2018) | Superficie (km²) | Densidad (hab./km²) |
| --------------- | ------------ | ---------------- | ---------------- | ------------------- |
| Onzain          | 41167        | 3275             | 29.89            | 110                 |
| Veuves          | 41272        | 207              | 8.07             | 26                  |